# Чемпіонат світу з трекових велоперегонів
Чемпіонат світу з трекових велоперегонів (англ. UCI Track Cycling World Championship) — щорічні змагання з різноманітних дисциплін трекових велоперегонів, які проводяться Міжнародним союзом велосипедистів (UCI). Чемпіонати відбуваються щораз у іншій країні і за його організацію відповідають національні федерації велоспорту, а Міжнародний союз велосипедистів забезпечує суддівство та надає рекомендації.

Веселкова майка чемпіона

Сучасні змагання проводяться у таких дисциплінах: гіт, кейрін, індивідуальна гонка переслідування, командна гонка переслідування, гонка за очками, скретч, спринт, командний спринт, омніум і медісон, де змагаються лише чоловіки. До чемпіонатів більше не входять змагання на тандемах та гонка за лідером.

## Історія
Перший чемпіонат світу пройшов 11 і 12 серпня 1893 року у Чикаго в рамках Всесвітньої виставки. Він мав статус аматорського, а змагання проводилися лише у трьох дисциплінах: спринті на 1 милю, гонці на 10 км, а також у 100-кілометрових гонках за лідером. З 1985 року аматори та професіонали змагалися окремо, поки у 1993 році не запровадили «відкриті» змагання. З того часу участь у чемпіонатах світу можуть брати будь-які спортсмени за рішенням національної федерації.
До 1946 року спортсмени змагалися лише у спринті і тільки починаючи з Чемпіонату світу в Швейцарії до програми увійшли індивідуальні гонки переслідування. З 1958 року до змагань допущені жінки, які також визначають найкращих у спринті та гонці переслідування. В той же рік поновлюються аматорські гонки за лідером, які у 1920 році замінили на професійні.
Гіт вперше увійшов у програму Чемпіонату світу у 1966 році разом із спринтом на тандемах.
З 1972 року Чемпіонат світу в олімпійський рік серед чоловіків-аматорів проводився в рамках Олімпійських ігор. У 1978 році вперше провели гонку за очками серед чоловіків. Кейрін увійшов до складу змагань лише у 1980 році. У 1994 році відбувся останній Чемпіонат світу, на якому розігрувались медалі у гонках за лідером. А роком пізніше із змагань виключили спринт на тандемах, проте ввели командний спринт та медісон. У 2002 році вперше у програму ввели скретч, а у 2007 р. — омніум.

## Нагороди
Переможець чемпіонату отримує золоту медаль та «веселкову» майку, а спортсмени, що зайняли друге та третє місце отримують срібну та бронзову медаль відповідно. Чемпіон світу має одягати майку на кожну гонку того типу, яку він виграв, до наступного Чемпіонату світу. Колишні чемпіони можуть нанести веселкові смуги на комір та рукави стандартної майки.

## Змагання
| Рік       | Країна                    | Місто                     |                           |
| --------- | ------------------------- | ------------------------- | ------------------------- |
| 1893      | США                       | Чикаго                    |                           |
| 1894      | Бельгія                   | Антверпен                 |                           |
| 1895      | Німеччина                 | Кельн                     |                           |
| 1896      | Данія                     | Копенгаген                |                           |
| 1897      | Велика Британія           | Глазго                    |                           |
| 1898      | Австро-Угорщина           | Відень                    |                           |
| 1899      | Канада                    | Монреаль                  |                           |
| 1900      | Франція                   | Париж                     |                           |
| 1901      | Німеччина                 | Берлін                    |                           |
| 1902      | Італія                    | Рим                       |                           |
| 1903      | Данія                     | Копенгаген                |                           |
| 1904      | Велика Британія           | Лондон                    |                           |
| 1905      | Бельгія                   | Антверпен                 |                           |
| 1906      | Швейцарія                 | Женева                    |                           |
| 1907      | Франція                   | Париж                     |                           |
| 1908      | Німеччина                 | Берлін                    |                           |
| 1909      | Данія                     | Копенгаген                |                           |
| 1910      | Бельгія                   | Брюссель                  |                           |
| 1911      | Італія                    | Рим                       |                           |
| 1912      | США                       | Ньюарк                    |                           |
| 1913      | Німеччина                 | Лейпциг                   |                           |
| 1914      | Данія                     | Копенгаген                |                           |
| 1915-1919 | Чемпіонати не проводились | Чемпіонати не проводились | Чемпіонати не проводились |
| 1920      | Бельгія                   | Антверпен                 |                           |
| 1921      | Данія                     | Копенгаген                |                           |
| 1922      | Франція                   | Париж                     |                           |
| 1923      | Швейцарія                 | Цюрих                     |                           |
| 1924      | Франція                   | Париж                     |                           |
| 1925      | Нідерланди                | Амстердам                 |                           |
| 1926      | Італія                    | Мілан                     |                           |
| 1927      | Німеччина                 | Кельн                     |                           |
| 1928      | Угорщина                  | Будапешт                  |                           |
| 1929      | Швейцарія                 | Цюрих                     |                           |
| 1930      | Бельгія                   | Брюссель                  |                           |
| 1931      | Данія                     | Копенгаген                |                           |
| 1932      | Італія                    | Рим                       |                           |
| 1933      | Франція                   | Париж                     |                           |
| 1934      | Німеччина                 | Лейпциг                   |                           |
| 1935      | Бельгія                   | Брюссель                  |                           |
| 1936      | Швейцарія                 | Цюрих                     |                           |
| 1937      | Данія                     | Копенгаген                |                           |
| 1938      | Нідерланди                | Амстердам                 |                           |
| 1939      | Італія                    | Мілан                     |                           |
| 1940-1945 | Чемпіонати не проводились | Чемпіонати не проводились | Чемпіонати не проводились |
| 1946      | Швейцарія                 | Цюрих                     |                           |
| 1947      | Франція                   | Париж                     |                           |
| 1948      | Нідерланди                | Амстердам                 |                           |
| 1949      | Данія                     | Копенгаген                |                           |
| 1950      | Бельгія                   | Рокур                     |                           |
| 1951      | Італія                    | Мілан                     |                           |
| 1952      | Франція                   | Париж                     |                           |
| 1953      | Швейцарія                 | Цюрих                     |                           |
| 1954      | ФРН                       | Кельн                     |                           |
| 1955      | Італія                    | Мілан                     |                           |
| 1956      | Данія                     | Копенгаген                |                           |
| 1957      | Бельгія                   | Рокур                     |                           |
| 1958      | Франція                   | Париж                     |                           |
| 1959      | Нідерланди                | Амстердам                 |                           |
| 1960      | НДР                       | Лейпциг                   |                           |

| Рік   | Країна          | Місто                |
| ----- | --------------- | -------------------- |
| 1961  | Швейцарія       | Цюрих                |
| 1962  | Італія          | Мілан                |
| 1963  | Бельгія         | Рокур                |
| 1964  | Франція         | Париж                |
| 1965  | Іспанія         | Сан-Себастьян        |
| 1966  | ФРН             | Франкфурт            |
| 1967  | Нідерланди      | Амстердам            |
| 1968* | Італія          | Рим                  |
| 1968* | Бразилія        | Монтевідео           |
| 1969* | Бельгія         | Антверпен            |
| 1969* | Чехословаччина  | Брно                 |
| 1970  | Велика Британія | Лестер               |
| 1971  | Італія          | Варезе               |
| 1972  | Франція         | Марсель              |
| 1973  | Іспанія         | Сан-Себастьян        |
| 1974  | Канада          | Монреаль             |
| 1975  | Бельгія         | Рокур                |
| 1976  | Італія          | Монтероні-ді-Лечче   |
| 1977  | Венесуела       | Сан-Кристобаль       |
| 1978  | ФРН             | Мюнхен               |
| 1979  | Нідерланди      | Амстердам            |
| 1980  | Франція         | Безансон             |
| 1981  | Чехословаччина  | Брно                 |
| 1982  | Велика Британія | Лестер               |
| 1983  | Швейцарія       | Цюрих                |
| 1984  | Іспанія         | Барселона            |
| 1985  | Італія          | Бассано-дель-Граппа  |
| 1986  | США             | Колорадо-Спрингс     |
| 1987  | Австрія         | Відень               |
| 1988  | Бельгія         | Гент                 |
| 1989  | Франція         | Ліон                 |
| 1990  | Японія          | Маебасі              |
| 1991  | Німеччина       | Штутгарт             |
| 1992  | Іспанія         | Валенсія             |
| 1993  | Норвегія        | Гамар                |
| 1994  | Італія          | Палермо              |
| 1995  | Колумбія        | Богота               |
| 1996  | Велика Британія | Манчестер            |
| 1997  | Австралія       | Перт                 |
| 1998  | Франція         | Бордо                |
| 1999  | Німеччина       | Берлін               |
| 2000  | Велика Британія | Манчестер            |
| 2001  | Бельгія         | Антверпен            |
| 2002  | Данія           | Баллеруп             |
| 2003  | Німеччина       | Штутгарт             |
| 2004  | Австралія       | Мельбурн             |
| 2005  | США             | Лос-Анджелес         |
| 2006  | Франція         | Бордо                |
| 2007  | Іспанія         | Пальма-де-Мальорка   |
| 2008  | Велика Британія | Манчестер            |
| 2009  | Польща          | Прушкув              |
| 2010  | Данія           | Баллеруп             |
| 2011  | Нідерланди      | Апелдорн             |
| 2012  | Австралія       | Мельбурн             |
| 2013  | Білорусь        | Мінськ               |
| 2014  | Колумбія        | Калі                 |
| 2015  | Франція         | Монтіньї-ле-Бретонне |
| 2016  | Велика Британія | Лондон               |
| 2017  | Гонконг         | Гонконг              |

| Рік  | Країна          | Місто               |
| ---- | --------------- | ------------------- |
| 2018 | Нідерланди      | Апелдорн            |
| 2019 | Польща          | Прушкув             |
| 2020 | Німеччина       | Берлін              |
| 2021 | Франція         | Рубе                |
| 2022 | Франція         | Сен-Кантен-ан-Івлін |
| 2023 | Велика Британія | Глазго              |
| 2024 | Данія           | Баллеруп            |
| 2025 | Чилі            | Сантьяго            |

- В ці роки змагання для аматорів та професіоналів проводилися окремо